# Malena Engström
Inger Ester Malena Engström (født 3. april 1967 i Västerås) er en svensk skuespillerinde. Hun er uddannet fra Teaterhögskolan i Malmö og har arbejdet på blandt andet Stockholms stadsteater og Dramaten. Ved siden af dette er har Engström været aktiv inden for film og tv.

## Udvalgt filmografi
- Rederiet (tv-serie, 2000)
- Klassefesten (2002)
- Falla vackert (2004)
- Wallander (tv-serie, 2005-2013)
- Maria Wern (tv-serie, 2011)
- Mord i Skærgården (tv-serie, 2012)
- Jordskott (tv-serie, 2015)
- Modus (tv-serie, 2015)
- Springfloden (tv-serie, 2016-2018)
- Honour (tv-serie, 2021)